# Leuconotopicus
Leuconotopicus este un gen de păsări din familia ciocănitoarelor Picidae. Se găsesc în America de Nord și de Sud.

## Taxonomie
Genul a fost înființat de ornitologul francez Alfred Malherbe în 1845, specia tip fiind ciocănitoarea Strickland (Leuconotopicus stricklandi). Numele Leuconotopicus combină greaca veche leukos care înseamnă „alb”, nōton care înseamnă „spate” și pikos care înseamnă „ciocănitoare”. Genul este taxon soră cu genul Veniliornis și este unul dintre cele opt genuri plasate în tribul Melanerpini din cadrul subfamiliei ciocănitoarelor Picinae. Speciile plasate acum în acest gen au fost atribuite anterior la Picoides.

### Specii
Genul conține următoarele șase specii:
| Imagine | Nume comun | Denumire științifică        | Distribuție |
| ------- | ---------- | --------------------------- | --- |
|         |            | Leuconotopicus borealis     | sud-estul Statelor Unite, din Florida până în Virginia, până în vest, în estul Texasului și Oklahoma; anterior Kentucky, Maryland, Missouri, New Jersey și Tennessee                  |
|         |            | Leuconotopicus fumigatus    | Argentina, Belize, Bolivia, Columbia, Costa Rica, Ecuador, El Salvador, Guatemala, Honduras, Mexic, Nicaragua, Panama, Peru și Venezuela                                              |
|         |            | Leuconotopicus arizonae     | sudul Arizona și New Mexico și Sierra Madre Occidental din vestul Mexicului |
|         |            | Leuconotopicus stricklandi  | Mexic |
|         |            | Leuconotopicus villosus     | Bahamas, Canada, Costa Rica, El Salvador, Guatemala, Honduras, Mexic, Nicaragua, Panama, Saint Pierre și Miquelon și Statele Unite; vagabond în Puerto Rico, Insulele Turks și Caicos |
|         |            | Leuconotopicus albolarvatus | Columbia Britanică prin sudul Californiei |